# Crystal Castles

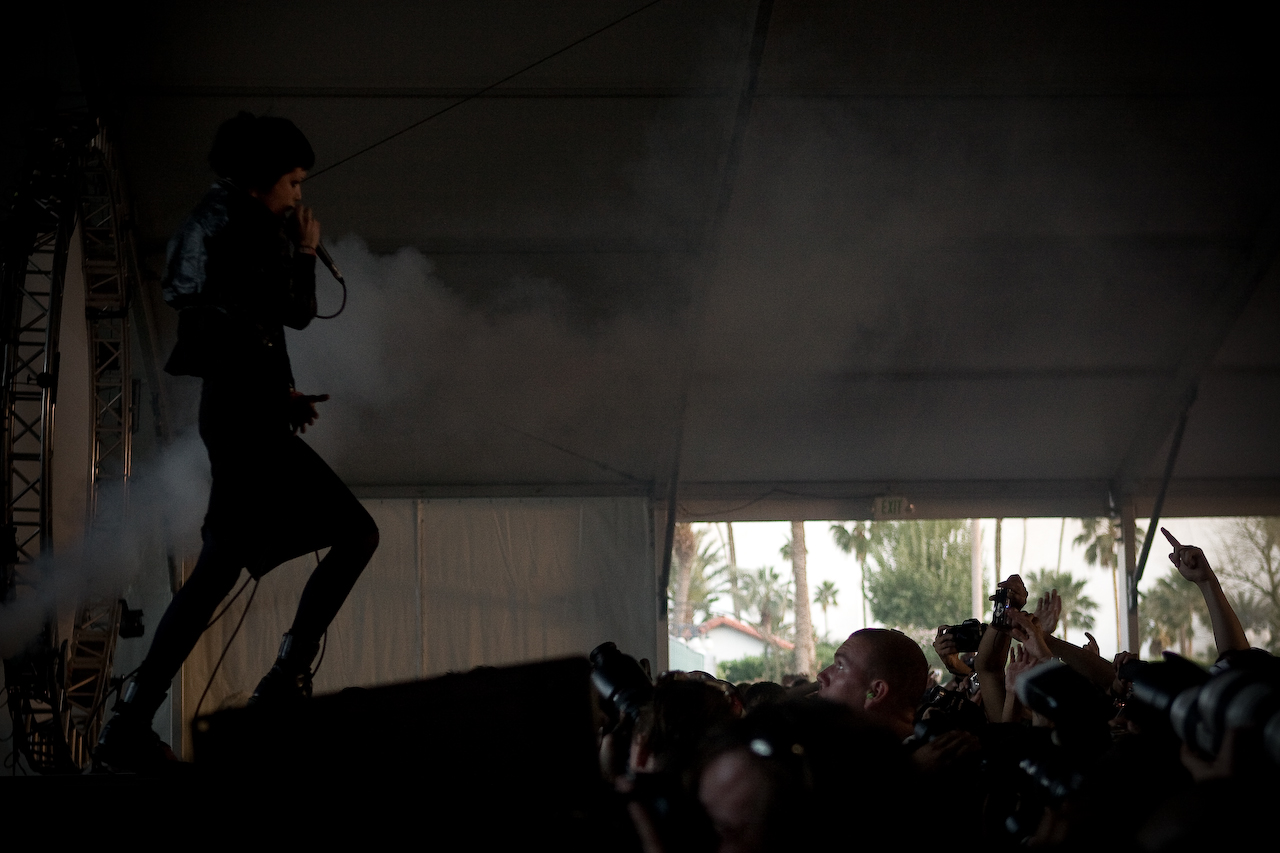
Crystal Castles 2009

Crystal Castles is een Canadese band. De band werd in 2003 opgericht in Toronto. De band bestaat uit Ethan Kath en zangeres Edith Frances. Het duo maakt experimentele elektronische muziek en ze maken daarbij veel gebruik van samples van computerspelletjes uit de jaren tachtig van de Atari. In oktober 2014 leek de band uit elkaar te gaan met het vertrek van Alice Glass. Het tegendeel werd echter duidelijk toen "Frail" en "Deicide" uitkwam met de nieuwe en (toen nog) onbekende zangeres Edith.

## Geschiedenis
De band begint in 2003 als een soloproject van producer Ethan Kath. Hij vernoemt zijn project naar het luchtkasteel van She-Ra. In april neemt Glass vocalen op voor vijf nummers voor Kath, die oorspronkelijk instrumentaal waren. Een microfoontest van Glass komt in september 2005 op de Myspace van de band terecht onder de naam "Alice Practice". Alice wist hier niets van af, totdat ze door een platenmaatschappij werden benaderd voor een contract.

### Auteursrechtenschending
In 2008 kreeg de band problemen met het schenden van het copyright, voor de promotie van hun werk. Ze gebruikten hiervoor een afbeelding van zangeres Madonna met een blauw oog, die was gemaakt door Trevor Brown. Ze hadden hiervoor naar verluidt geen toestemming gevraagd. De kwestie werd opgelost toen de band de rechten voor gebruik van de afbeelding kocht.

## Bandleden
- Ethan Kath - instrumenten en productie
- Edith Frances - zang

## Discografie
Studioalbums
- Crystal Castles (18 maart 2008) - Lies Records/Last Gang Records
- Crystal Castles (24 mei 2010) - Fiction Records
- (III)  - Fiction Records/Polydor

Extended plays
- Alice Practice EP (7 september 2007) - Merok Records
- Split (2007-09-18) - Lovepump United (samen met HEALTH)
- C.Y.O.A! / XxzxcZ Me (2007) - HeartsChallanger (samen met HeartsRevolution)

Singles
- "Alice Practice" (2006)
- "Crimewave" (2006)
- "Air War" (2008)
- "Courtship Dating" (2008)
- "Vanished" (2008)
- "Celestica" (2010)
- "Baptism" (2010)
- "Not in Love" (2010)
- "Plague" (2012)
- "Wrath of God" (2012)
- "Affection" (2012)
- "Frail" (2015)
- "Deicide" (2015)

Remixes
- "Atlantis to Interzone (Crystal Castles remix)" - Klaxons
- 'Crimewave (Crystal Castles vs. Health)" - Health
- "Death (Crystal Castles remix)" - White Lies
- "Divebomb (Crystal Castles remix)" - The Whip
- "Hunting for Witches (Crystal Castles remix)" - Bloc Party
- "It Fit When I Was a Kid (Crystal Castles remix)" - Liars
- "Lay Down the Queen (Crystal Castles remix)" - Switches
- "Leni (Crystal Castles vs. Goodbooks)" - GoodBooks
- "Lovers Who Uncover (Crystal Castles vs. The Little Ones remix)" - The Little Ones
- "Make It Hott (Crystal Castles remix)" - Uffie
- "Trash the Rental (Crystal Castles remix)" - Sohodolls
- "TV Babies (CBF vs. Crystal Castles)" - Comic Book Fever

## Hitnoteringen

### Albums
| Album met hitnotering(en) in de Vlaamse Ultratop 200 albums | Datum van verschijnen | Datum van binnenkomst | Hoogste positie | Aantal weken | Opmerkingen |
| ----------------------------------------------------------- | --------------------- | --------------------- | --------------- | ------------ | ----------- |
| (III)                                                       | 2012                  | 17-11-2012            | 116             | 5            |             |

### Singles
| Single met hitnotering(en) in de Vlaamse Ultratop 50 | Datum van verschijnen | Datum van binnenkomst | Hoogste positie | Aantal weken | Opmerkingen      |
| ---------------------------------------------------- | --------------------- | --------------------- | --------------- | ------------ | ---------------- |
| Not in love                                          | 2010                  | 20-11-2010            | tip3            | -            | met Robert Smith |
| Sad eyes                                             | 2013                  | 12-01-2013            | tip99*          |              |                  |